# 生産
生産（せいさん）は、生活必要物資などを作り出すこと。人間が財・サービスを産み出し、採取・育成する活動。または出産のこと。出産の場合は「しょうさん」とも読む。

## 概説
人間が生きるため、また社会が存続するためには常にさまざまな食料、衣服などの生活手段や商品・サービスが必要になる。原材料や資本、土地、労働力などを用いてこれを作り出すこと、または作り出す過程が生産と呼ばれる。経済学においては、生産に伴い商品には付加価値が付与されると考えられている。

## 種類
生産活動としては、以下のものが挙げられる。
- 第一次産業
  - 農・林業 - 農産物を栽培・育成し、収穫すること。
  - 水産業 - 魚介類を養殖・収穫すること。

- 第二次産業
  - 鉱業 - 地下資源を採掘・精錬すること。
  - 製造業 - 原材料・部品を組立・加工すること。
  - 建設業 - 建物・施設等を建築・建設すること。

第二次産業の生産は製造ともいう。
- 第三次産業
  - サービス業 - サービスを提供すること。

第三次産業はサービスの特性上（在庫ができない）、生産＝出荷（提供）＝費消（使用）となる。
生産とは工場において原材料、製品などの商材を作る行為である。

## 関連
- 第一次産業、第二次産業の場合、生産者は商品を出荷（流通経路に乗せる）し、卸売、小売を経て消費者へと提供する。しかし、生産者自身が直接、消費者へ販売することもある（農産物やパーソナルコンピュータなどの直接販売など）。これは、限定された販路ならば卸売業者を排除することによって流通コストを省き、商品価格の低下や、利益を増やすことが出来るからである。農業のこれに関連する活動については、6次産業も参照。
- 生産価格：商品の最終価格であり、内訳は、生産価格＝付加価値額＋原材料額となる。
- 生産と在庫の関係：市場の需要を超える量の商品が生産された場合、需要を越えた商品は消費されず生産者の在庫は積み上がる。在庫を削減するため、生産者は生産を減らすることによって積み上がった在庫を出荷し、処分しようとする。やがて在庫が減りすぎると、生産者は生産を増やし在庫を積み増そうとする。この一連の動きを在庫循環と言い、経済活動を計る上で一つの目安となる。ただし、在庫循環は製造業の一部業種のみに現れる現象であることに注意。